# 임미나
임미나(1990년 7월 29일 ~ )는 대한민국의 희극 배우이다. 2015년 SBS 15기 공채 개그맨으로 데뷔하였다. 현재는 경기도 광주시 신현동(분당 시범단지 인근)에서 구공스 네일 점포를 운영하고 있다.